# كاكافابيرد
كاكافابيرد الأرمني الشرقي؛ المعروف أيضًا بإسم جيغي بيرد، كيغي بيرد أو كيغ (الأرمينية: حصن جميل جيلي بيرد). هو حصن على سلسلة من التلال يطل على مضيق نهر عزت في محمية غابة خسروف الحكومية في محافظة أرارات، أرمينيا.كاكافابيرد تقع على إرتفاع 1,516 مترًا(4,974 قدمًا) فوق مستوى سطح البحر.

## الموقع
الجدران المحصنة في كاكافابيرد مصونة بشكل جيد وتتوج سلسلة من التلال داخل محمية ولاية خسروف . تعرف بتضاريسها شديدة الإنحدار بحيث يصعب الوصول إليها من جميع جهاتها الثلاثة. طول الأبراج يبلغ في الجانب الشمالي الشرقي من 8-10 أمتار (26 إلى 33 قدمًا). يوجد داخل الحصن حطام الكنيسة وحطام هياكل أخرى.

## التاريخ
تم ذكر الحصن للمرة الأولى من قبل هوفانيس دراسخاناكيرتسي (المؤرخ جون ڤي) في القرنين التاسع والعاشر في تاريخ أرمينيا الذي تتم السيطرة عليه من قبل العائلة النبيلة الباغراتونية الأرمنية. ذُكِر أنه في عام 924، بعد خسارته معركة في جزيرة سيفان استمر القائد العسكري والقائد بشير في مهاجمة حصن كاكافابيرد.في وقت لاحق، تعرض للضرب من قبل جيفورج مارزبيتوني. تم تدوين نفس الواقعة بكتابة جيمس إيزافردنس في كتاب "أرمينيا والأرمن" (1874).
بشير استشاط غضبًا بسبب فشل حملته وخرج ضد حصن كيغ حيث قرر أن يأخذ بأثره منه. لكن جورج المرزبدوني كان هناك مع أتباعه وخرج بشجاعة على قوات بشير ،حيث مثَّل تقدمه بأكوام من القتلى.بالرغم أن اتباع جورج كانوا أقل بكثير، بحيث أنهم أُلزِموا على تقليل مجهوداتهم التي تركت من قبل سكان كيغ والحصون الأخرى.خوفًا من ما سيفعله بشير من عمليات في المستقبل ولجوئهم إلى أماكن أخرى. بمجرد معرفة بشير لهذه الحقيقة قام بالإستيلاء عليهم.
في القرن الحادي عشر، انتقلت إلى عائلة بهلافوني، أيضًا كما في القرن الثاني عشر إلى القرن الثالث عشر انتقلت إلى عائلة بروشيان التي قد تم تسميت المدينة القريبة بها. آخر مرة قد تم ذكر كاكافابيرد فيها كانت في عام -1224- بعد الخسارة في المعركة التي وقعت بالقرب من غارني انتهت ايفان مخارغردزيلي بإيجاد مأوى هناك.
موراتسان قام أيضًا بذكر الحصن في جيفورج مارزبيتوني (1896) ،هي رواية تاريخية في القرن العاشر تصف الأحداث في أرمينيا.